# Wildest Dreams (Iron Maiden)
Wildest Dreams è il primo singolo tratto dall'album degli Iron Maiden Dance of Death, e complessivamente è il 35º singolo della band. È stato pubblicato in due versioni, una con solo un cd, una con un cd e un dvd. 
La versione con cd singolo contiene, oltre alla title track, una jam improvvisata dalle registrazioni di Dance of Death, mentre nella versione con il dvd il cd ha anche una versione orchestrale remixata di Blood Brothers. 
Il dvd contiene il video della title track, che è realizzato al computer, e il dietro le quinte di Dance of Death, oltre a versioni remixate di Blood Brothers e The Nomad.
Il singolo arriva in prima posizione in Finlandia, in quarta in Svezia ed Italia, in quinta in Norvegia, in sesta nella Official Singles Chart ed in nona in Danimarca.

## Tracce

### CD
1. Wildest Dreams – 3:49 (Adrian Smith, Steve Harris)
2. Pass the Jam – 8:20
3. Blood Brothers (orchestral mix, solo nell'edizione CD+DVD) – 7:10 (Steve Harris)

### DVD
1. Wildest Dreams (promo video) – 3:49 (Smith, Harris)
2. The Nomad (rock mix) (Murray, Harris)
3. Blood Brothers (rock mix) (Harris)
4. Dance Of Death - Behind The Scenes (video)

## Formazione
- Bruce Dickinson - voce
- Steve Harris - basso
- Adrian Smith - chitarra
- Janick Gers - chitarra
- Dave Murray - chitarra
- Nicko McBrain - batteria